# 法拉 (狗)

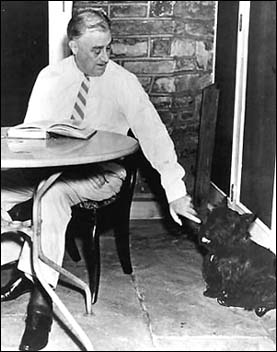
法拉与富兰克林·罗斯福在一起

法拉（英語：Fala）是美國前總統富兰克林·罗斯福飼養的一頭蘇格蘭㹴犬。作为世界上最为著名的总统宠物之一，法拉与罗斯福如影随形，几乎成为罗斯福公众形象的一个重要组成部分。在被送给罗斯福之前，法拉曾由罗斯福的一位表亲加以训练，因此颇为懂得讨主人欢心。罗斯福和夫人埃莉诺常常提起法拉在白宫的种种趣事，而这些故事也被媒体广泛传播。罗斯福去世后，法拉又活了七年，之后被葬在罗斯福的身边。在华盛顿的富兰克林·德拉诺·罗斯福纪念馆，竖立着一座法拉与罗斯福相伴的雕像，这也是总统宠物中独一无二的殊荣。另一座法拉的雕像则座落于波多黎各，为其揭幕的是时任美国总统比尔·克林顿。

## 幼年生活
法拉出生于1940年4月7日，富兰克林·罗斯福的表亲玛格丽特·苏克莱将他作为圣诞节礼物送给了罗斯福。在此之前苏克莱对法拉进行了训练，让他能够听从主人的命令坐下、跃起和打滚。他最初的名字是“大男孩”（big boy）；罗斯福用一个苏格兰古人的绰号，把它命名为“法拉希尔的不法之徒莫瑞”（Murray the Outlaw of Falahill），简称法拉。
刚到白宫几天，法拉就因肠道问题被送往医院。罗斯福发现他靠自己找到了去厨房的路，厨房的人们给他大吃一顿，结果撑坏了肚子。罗斯福于是下令，今后只有他本人才能给法拉喂食。

## 白宫岁月

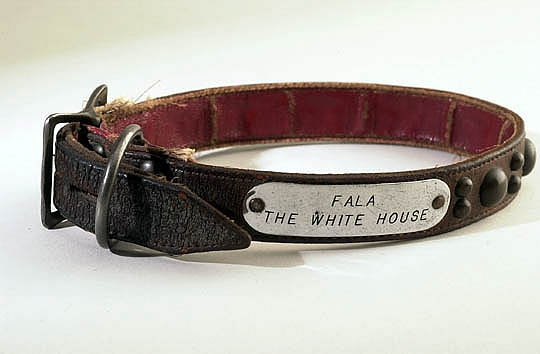
法拉的银饰皮制项圈，上面写着：“法拉，住址白宫”

法拉在1940年11月10日搬进白宫。从那时起，直到1945年4月罗斯福去世，杜鲁门继任，法拉大多数时间都待在白宫。法拉也和罗斯福一起出门旅行，与罗斯福一起回纽约州海德公园村斯普林伍德庄园的老家，或者去罗斯福最喜欢的疗养地，佐治亚州的沃姆斯普林斯。罗斯福坐飞机出行的时候，他也跟着坐空军一号；罗斯福坐火车旅行，他也一起乘坐特制的费迪南德·麦哲伦车厢出发。法拉还见证了在魁北克签署大西洋宪章的场景，参与了罗斯福与墨西哥总统曼努埃尔·阿维拉·卡马乔的会谈。在后方，米高梅曾把法拉作为反映白宫一天的纪录片中的主角，甚至还成了1943年的爱情喜剧片玉女思凡中的重要角色；在前线，突出部之役中祈祷德军不要突破防线的美军士兵，互相问“总统的小狗叫什么？”，因为“法拉”这个答案据信能带来一点好运。

## “法拉演讲”

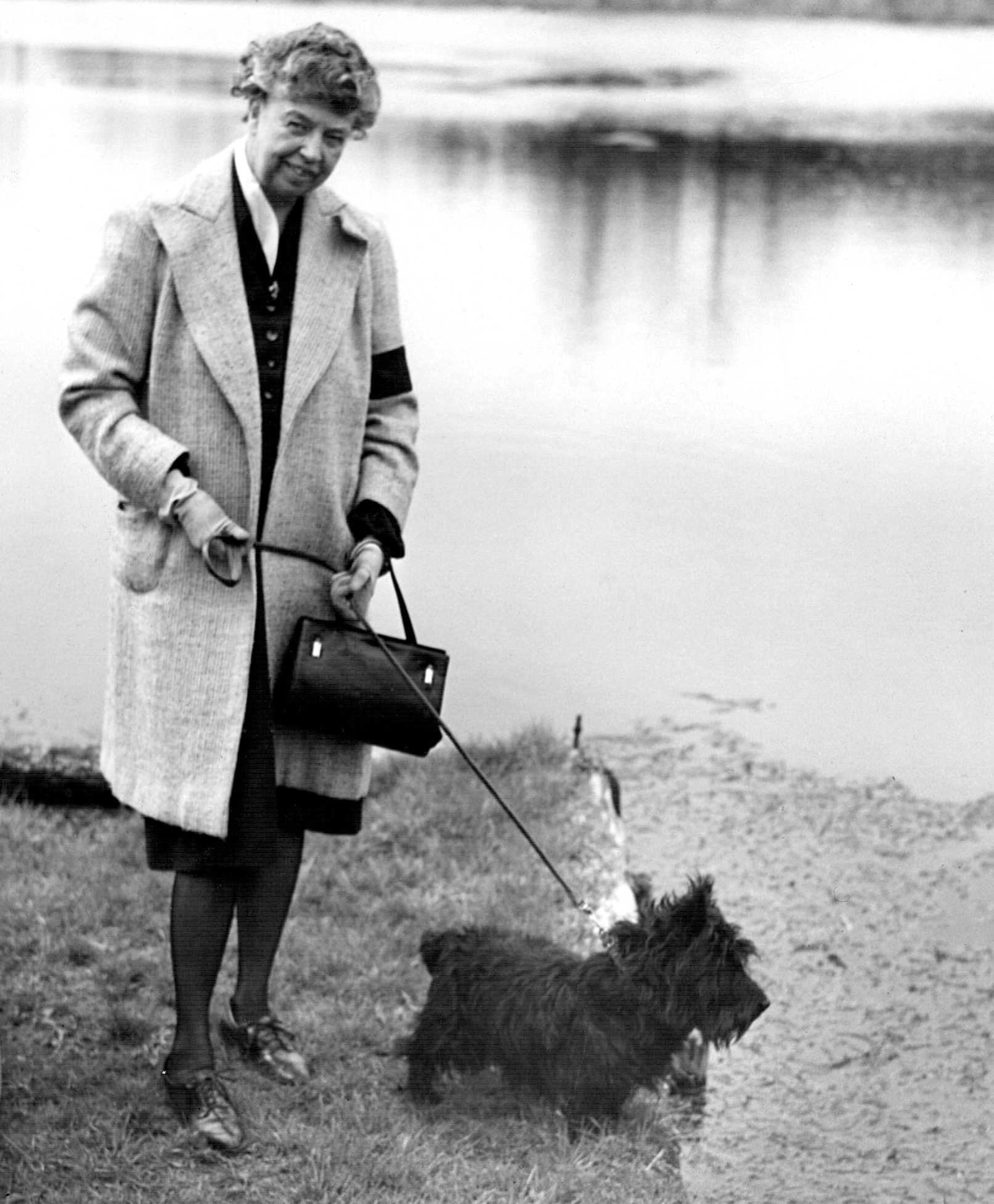
罗斯福死后，埃莉诺带着法拉散步

“法拉演讲”是1944年罗斯福竞选连任期间的一次演讲，发表于当年11月23日全国卡车司机工会的竞选餐会上，并通过广播向全国播送。演讲全长39分30秒，主要内容是抨击国会中的共和党，并对他们的攻击加以逐条反击。在演讲的后半部分，罗斯福对共和党人炮制的所谓“军舰接小狗”事件开了火：
……这些共和党领袖不满足于攻击我，攻击我的夫人，攻击我的几个儿子。不，他们这样还不满意，现在连我的小狗法拉，他们也要攻击了。好吧，我不恨这些攻击，我的家人也不恨这些攻击，但法拉是会恨的。你们知道，法拉是条苏格兰狗，要是让他知道国会里的那些共和党科幻小说家们编造的故事——我把他落在阿留申群岛了，然后派了海军的驱逐舰去找，花了纳税人的钱，有说花了两百万、三百万美元的，也有说花了八百万、两千万美元的——那法拉的苏格兰脾气可要发作了。在他身上从没发生过那样的事。我已经习惯了听到关于我本人的恶毒谎言……但我想我有权力去恨，去反对，反对那些对于我们家小狗的诽谤！

## 罗斯福逝世及以后

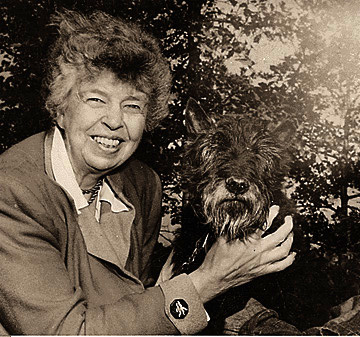
法拉和埃莉诺在一起

罗斯福在沃姆斯普林斯逝世的时候，法拉表现得非常奇怪。罗斯福的一个传记作家这样写道：“......忽然人们听到法拉凄厉的叫声。本来没有人注意到他，他就那样蹲在屋子的角落里。此时，出于某种难以理解的原因，他突然从角落里跳出来，用头撞向纱门。纱门破了，法拉爬出去，而后边跑边吠，窜上了屋外的山头。特勤局的特工们看到他在山头上孤单的身影，木然不动。大家都在暗想，‘狗果然是通人性的吧！’”
此后法拉参加了罗斯福的葬礼， 之后和罗斯福的遗孀埃莉诺住在一起。和法拉在一起让埃莉诺很开心，他们成了形影不离的好伙伴。埃莉诺时常在她的报纸专栏《我的一天》中提到法拉：
只有法拉，只有它没法真正适应（罗斯福的离世）。1945年有一次，艾森豪威尔来富兰克林的墓前敬献花圈，车道的大门打开了，护送的警车发出尖啸的警笛声。法拉听到警笛声，忽然腿伸直了，耳朵也竖了起来。我知道他是在期待主人回来，因为过去主人回来的时候总是这样。后来我们搬到别墅，法拉也总是像以前主人在世之时一样趴在餐厅门口，这样就可以同时看到屋子的两个入口。所以如此，是因为富兰克林总是突然决定要去某处，而法拉只有盯紧了所有入口，才能在主人离开的时候迅速跳起来，加入主人的队伍。丈夫死后法拉接受了我，但对他而言，我只是能在主人回来之前将就陪他一阵子的人。
有一次法拉差一点儿丧命。罗斯福次子埃利奥特·罗斯福的斗牛獒布雷兹（Blaze）在海德公园村的寓所攻击了他。布雷兹的名声早就不太好，埃利奥特曾为了把他送到他的时任妻子、好莱坞影星法耶·埃莫森那里而动用了战时优先权搭乘飞机，挤占了军人的票额。埃利奥特的一位传记作家这样记述这件事：“在那致命的一天，布雷兹发现了法拉并冲上去攻击这只黑色的小苏格兰犬。据说直到人们用大石头砸中布雷兹的脑袋，他才停止了攻击。法拉在接下来数天里命悬一线。按埃利奥特的说法，为了他母亲，‘布雷兹就不要了’。”布雷兹的脑袋被砍下来，检查之后发现并无患狂犬病的迹象。过了几天，法拉康复了。

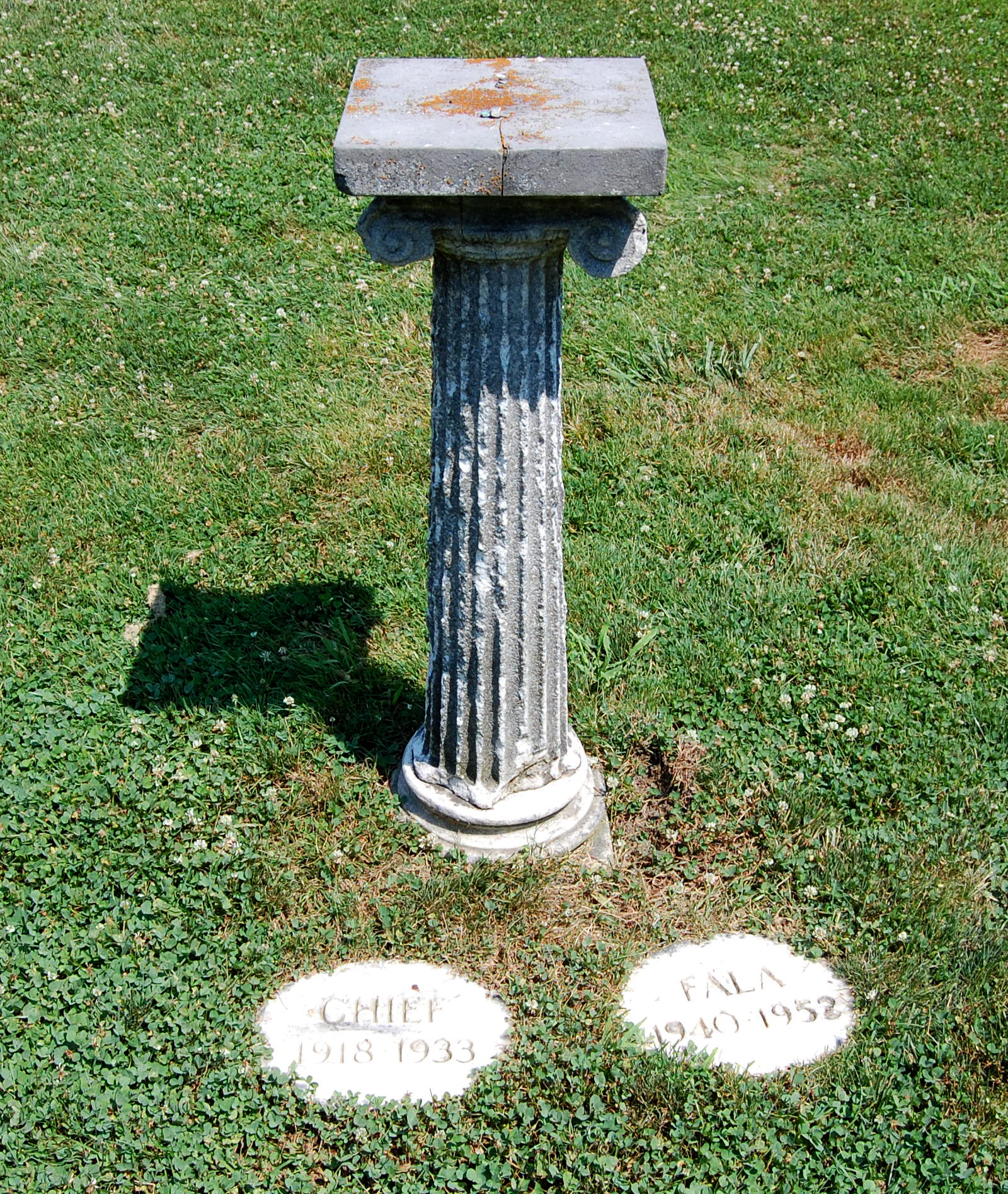
Chief and Fala's graves,jpg

法拉在1952年4月5日，他的12岁生日之前两天去世。他被埋在斯普林伍德庄园的玫瑰园中，离罗斯福的墓地不远。